# 肖明亮
肖明亮（1948年10月10日—2023年10月27日），佤族名达俄块（佤语：Tax Ngox Khuat），云南佤族，缅甸佤邦联合党中央政治局常委、联合党副总书记、缅甸第二特区（佤邦）人民政府副主席。由于总书记鲍有祥长期患病，佤邦的党政工作均由肖明亮主持。肖明亮是“中国模式”移植佤邦的主要推动者之一。

## 生平
1948年出生于云南保山，毕业于临沧卫校，原中国知青，文化大革命期间（1969年5月16日）越境加入缅甸共产党领导的缅甸人民军。历任502政委、685旅副政委、68师政治部主任，1989年4月11日，肖明亮跟随原缅共中央候补委员、北佤县长赵尼来与时任缅甸人民军中部军区副司令鲍有祥脱离缅共，参与组建佤邦联合党与佤邦联合军。曾任佤联军总后勤部部长。在脱离缅共后的一段经济困难时期，肖明亮与其他党的领导人制订了“以经济建设为中心”、“走和平发展道路”的政策，致力于改善民生，与缅甸军政府和解。2019年4月17日，佤邦在首府邦康举行“和平建设暨建军三十周年庆祝活动”，肖明亮主持大会庆典。
2023年10月27日北京时间12点37分，在家中病逝，享年75岁。